# Pasečnice
Pasečnice là một làng thuộc huyện Domažlice, vùng Plzeňský, Cộng hòa Séc.